# ألف ليندر
ألف ليندر (28 يوليو 1907 - 21 ديسمبر 1983) كان عازف أرغن سويدي، اشتهر ببرامجه الإذاعية المتكررة وتدريسه في معهد ستوكهولم الموسيقي.

## ثبت المراجع
- Marshall، Kimberly (2002). "The Taciturn Charisma of Alf Linder". في Kerala Snyder (المحرر). The Organ as a Mirror of its Time. New York, NY: Oxford University Press. ص. 287–302. ISBN:0-19-514415-5.